# Bremsenkennwert
Der Bremsenkennwert C* kennzeichnet das Verhältnis von Bremskraft zur notwendigen Aktivierungskraft einer Radbremse.
Der Reibwert eines Bremsbelags ist üblicherweise leichter zu beurteilen, daher wird C* als Multiplikator zum Reibwert µ angegeben.
Unterschiedliche Bremsen-Bauarten verfügen über charakteristische Bremsenkennwerte. Nur bei der Bauart Scheibenbremse ist die Beziehung Kennwert zu Reibwert wegen der fehlenden Selbstverstärkung linear.
| Bremsenkennwert C*      | Bremsenkennwert C* |
| ----------------------- | ------------------ |
| Scheibenbremse          | 2µ                 |
| Simplex-Trommelbremse   | (4 ... 5)µ         |
| Duplex-Trommelbremse    | (8 ... 10)µ        |
| Duo-Servo-Trommelbremse | (11 ... 12,5)µ     |